# Octomeles
Octomeles es un género de plantas con flores de la familia Tetramelaceae. Comprende dos especies.

## Especies
- Octomeles moluccana
- Octomeles sumatrana Miq.